# Podlaska Brygada Kawalerii

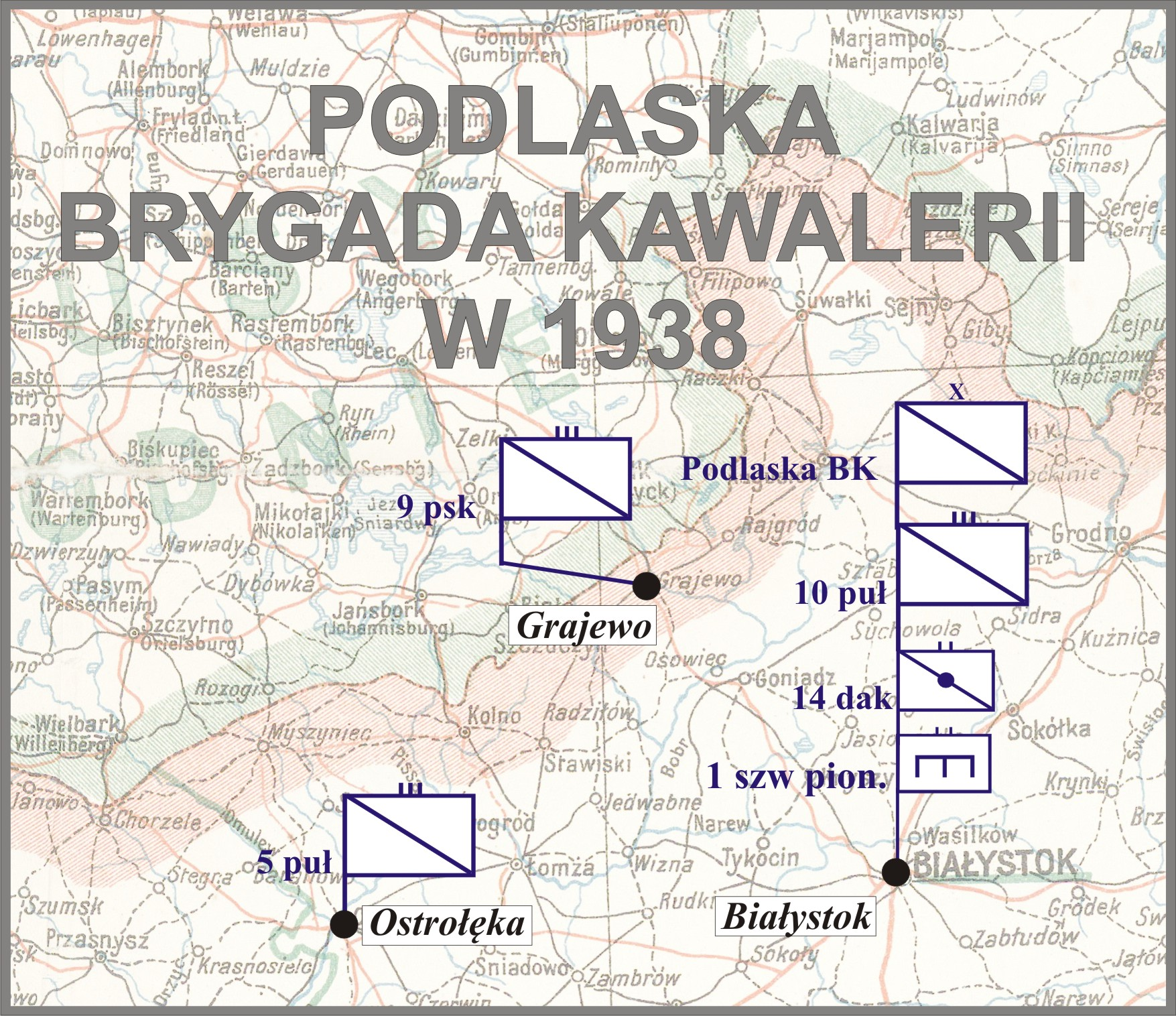
Podlaska BK w 1938

Podlaska Brygada Kawalerii (Podl. BK) – wielka jednostka kawalerii Wojska Polskiego.
W czasie kampanii wrześniowej brygada walczyła w składzie Samodzielnej Grupy Operacyjnej „Narew”. Do 4 września dozorowała granicę wschodniopruską, wykonując przy tym wypad na terytorium III Rzeszy pod Belczące.  Wycofana za Narew, stanowiła odwód grupy. Walczyła pod Ostrowią Mazowiecka, następnie uderzyła na Brok. Przebiła się do Białowieży po czym weszła w skład SGO „Polesie” i walczyła w jej składzie pod Kockiem.

## Formowanie i zmiany organizacyjne
W lutym 1929 sformowana została Brygada Kawalerii „Białystok”. W jej skład włączony został 10 pułk Ułanów Litewskich z XVIII Brygady Kawalerii oraz 1 pułk Ułanów Krechowieckich i 9 pułk strzelców konnych z XI Brygady Kawalerii, a także 14 dywizjon artylerii konnej i szwadron pionierów z 1 Dywizji Kawalerii. Do lata 1930 w składzie brygady znajdował się także 1 szwadron samochodów pancernych w Białymstoku (przy 10 puł)
Minister spraw wojskowych rozkazem Dep. Dow. Og. 1820. Org. Tj. nadał z dniem 1 kwietnia 1937 roku dotychczasowej BK Białystok nazwę „Podlaska Brygada Kawalerii”. Dowódcy brygady podporządkowany został 5 pułk Ułanów Zasławskich z XII Brygady Kawalerii. Jednocześnie 1 pułk Ułanów Krechowieckich podporządkowany został dowódcy Suwalskiej Brygady Kawalerii. W tym samym roku utworzony został 10 szwadron łączności.

## Organizacja pokojowa brygady w latach 1937–1939
- Dowództwo Podlaskiej Brygady Kawalerii w Białymstoku
- 5 pułk Ułanów Zasławskich w Ostrołęce
- 10 pułk Ułanów Litewskich w Białymstoku
- 9 pułk strzelców konnych im. Kazimierza Pułaskiego w Grajewie
- 14 dywizjon artylerii konnej w Białymstoku
- 1 szwadron pionierów w Białymstoku
- 10 szwadron łączności w Białymstoku

Obsada personalna i struktura organizacyjna w marcu 1939 roku
- dowódca brygady – gen. bryg. Ludwik Kmicic-Skrzyński
- szef sztabu – mjr dypl. Juliusz Szychiewicz
- I oficer sztabu – kpt. dypl. art. Stanisław Burhardt
- II oficer sztabu – rtm. adm. (kaw.) Jan Juszkiewicz
- dowódca łączności – kpt. łączn. Jerzy Sowiński
- oficer intendentury – kpt. int. Józef Dąbrowski

## Udział w wojnie obronnej 1939
Podlaska Brygada Kawalerii pod dowództwem gen. bryg. Ludwika Kmicica-Skrzyńskiego wchodziła w skład Samodzielnej Grupy Operacyjnej „Narew” generała brygady Czesława Młota-Fijałkowskiego. 2 września zakończyła koncentrację, wysuwając część szwadronów do rejonu m. Grabowo. Do 3 września miała ograniczony kontakt z nieprzyjacielem, ubezpieczając kierunek na Łomżę i Nowogród oraz wykonując tylko ograniczone wypady na stronę niemiecką. 
Wypady brygady na terytorium Prus Wschodnich
Po raz pierwszy brygada zorganizowała wypad na teren Prus Wschodnich nocy z 2 na 3 września. Do wykonania działań rozpoznawczych wyznaczono dwa szwadrony 10 pułku ułanów. 
Walczono tam z oddziałami Landwehry, wspartymi plutonami artylerii. W tym samym czasie pododdziały 5 pułku ułanów i szwadronu kolarzy brygady wykonały uderzenia pomocnicze na niemieckie placówki graniczne.
3 września dowódca SGO „Narew” gen. Czesław Młot-Fijałkowski zarządził wypad całością sił brygady. Brygada o świcie 4 września weszła do działania z rejonu Milewo – Glinki w kierunku na Białą. Siły główne brygady maszerowały po osi Glinki – Sokoły – Kózki – Biała.
Kolumna wschodnia w składzie 9 pułk strzelców konnych wraz ze szwadronem TK, wsparta baterią 14 dywizjonu artylerii konnej rozpoznawała po osi Brzózki Wielkie – Brzózki Małe – Ostra Góra.
Po przekroczeniu granicy napotkano opór niemieckiej piechoty. W odległości około 2 km  od granicy obie kolumny zostały zatrzymane ogniem ckm i artylerii strzelającej z rejonu Kowalewa. Około 13.00 dowódca brygady wprowadził do walki odwodowy 10 pułk ułanów z zadaniem opanowania Kowalewa. Natarcie brygady nie osiągnęło do wieczora nakazanych celów, a oddziały wróciły do rejonu Chełsty – Brzeźno – Grabowo.
Działania nad Narwią
W nocy z 3 na 4 września wycofała się nad dolną Narew. 5 września brygada odpoczywała w rejonie na północ od Stawisk. Wieczorem otrzymała rozkaz przemarszu w dwu etapach, poprzez Łomżę i Nowogród, do rejonu Nadbory. Przed odejściem, na przedpolu Narwi, miały zostać wykonane zniszczenia. W pierwszym etapie brygada miała osiągnąć rejon Stary Płock – Cwalony – Popki. 7 września brygada odpoczywała pod Nadborami, Gniazdowem i Lubotyniem. 8 września ruszyła na Ostrów Mazowiecką, aby wypadami atakować niemiecką Dywizję Pancerną „Kempf” gen. mjr. Wernera Kempfa, która w nocy z 6 na 7 września przełamała polską obronę pod Różanem i posuwała się szybko w kierunku Bugu. Dowódca SGO „Narew” wydał Podlaskiej Brygadzie Kawalerii rozkaz opóźniania jej marszu. Atak na Ostrów Mazowiecką został jednak wstrzymany. 
Działania brygady na Brok
Rano 9 września dowódca brygady postanowił uderzyć kawalerią i zaimprowizowanym oddziałem mjr. Zygmunta Strubla na Ostrów Mazowiecką. Jednak pod wpływem informacji uzyskanej od miejscowej ludności, postanowił uderzyć na Brok i zniszczyć most przez który Niemcy przeprawiają swoje wojska.
Około godziny 12.00 brygada wyruszyła w dwóch kolumnach z zadaniem zdobycia Broku przez działanie od wschodu i północy. 9 psk z baterią zabezpieczał tyły brygady, maszerującej na Brok w lasach na południowy wschód od rejonu m. Biel, od strony Ostrowi Mazowieckiej.
O zmierzchu walka o Brok rozpoczął 10 pułk ułanów wzmocniony baterią 14 dywizjonu artylerii konnej i opanował wschodnią część miasteczka. Natarcie załamało się. W tym czasie gen. Ludwik Kmicic-Skrzyński otrzymał informację, że most jest zniszczony, a Niemcy przeprawiają się na pontonach. 
W tej sytuacji dowódca brygady nie wprowadzał już do walki 5 pułk ułanów, a około godziny 22.00 powziął decyzję zaprzestania walki i wycofania się na Złotorię. 
Działania odwrotowe
11 września brygada wycofywała się na południe od Zambrowa. 12 września razem z Suwalską Brygadą Kawalerii utworzyła grupę gen. Zygmunta Podhorskiego. Następnie po wejściu do Domanowa została zaatakowana z dwóch stron przez niemieckie oddziały pancerne. Wytrzymała ten atak, a następnie zmniejszona do rozmiarów dwóch pułków ruszyła na północny wschód do Białowieży. 10. Pułk Ułanów Litewskich pod wsią Mienia natknął się na Niemców, uchylił się od walki i oderwał od Brygady, dalej przebijając się na własną rękę do Białowieży. 16 września Brygada dotarła do Puszczy Białowieskiej i zbierały się w rejonie wsi Eliaszuki. Następnie resztki jej oddziałów weszły w skład Dywizji Kawalerii „Zaza”. Ostatnie walki toczyły one z wojskami radzieckimi i niemieckimi w składzie SGO „Polesie”. Skapitulowały wraz z resztą zgrupowania 6 października.

## Obsada personalna Kwatery Głównej Podlaskiej Brygady Kawalerii we wrześniu 1939 roku
- dowódca brygady – gen. bryg. Ludwik Kmicic-Skrzyński
- oficer ordynansowy – por. rez. kaw. Zygmunt Przyrembel
- szef sztabu – mjr dypl. Juliusz Szychiewicz
- oficer operacyjny – kpt. dypl. Stanisław Burhardt
- pomocnik oficera operacyjnego – kpt. art. Anatol Sawicki
- oficer informacyjny – rtm. Stefan Majchrowski
- szef łączności – kpt. łączn. Jerzy Sowiński
- kwatermistrz – rtm. dypl. Eugeniusz Czarnecki † 13 IX 1939
- pomocnik kwatermistrza – rtm. kontr. Jan Zwaryczuk (od 13 IX 1939 kwatermistrz)
- szef intendentury – kpt. int. Józef Dąbrowski
- naczelny lekarz – mjr lek. Michał Borajkiewicz
- naczelny lekarz weterynarii – mjr lek. wet. Czesław Wikiel
- kapelan – ks. kapelan rez. Wiktor Judycki
- komendant Kwatery Głównej – rtm. w st. spocz. Władysław Jan Prus-Olszowski

## Organizacja wojenna Podlaskiej Brygady Kawalerii we wrześniu 1939 roku
- Dowództwo Podlaskiej Brygady Kawalerii
- 5 pułk ułanów
- 10 pułk ułanów
- 9 pułk strzelców konnych
- 14 dywizjon artylerii konnej
- 32 dywizjon pancerny
- bateria artylerii przeciwlotniczej motorowa nr 94 – dowódca ppor. Józef Musiał
- szwadron kolarzy nr 10
- szwadron pionierów nr 1
- szwadron łączności nr 10 – dowódca kpt. Jan Anatol Jurewicz
- samodzielny pluton karabinów maszynowych nr 10 – dowódca ppor. Tadeusz Rojkiewicz
- pluton konny żandarmerii nr 10 – dowódca kpt. Michał Łotecki
- poczta polowa nr 190
- sąd polowy nr 50 – szef kpt. Stanisław Łebiński
- drużyna parkowa uzbrojenia nr 343
- park intendentury nr 343
- 90 pluton sanitarny konny – dowódca kpt. dr Stanisław Wojciechowski
- zgrupowanie taborów – dowódca rtm. st. sp. Wilhelm I Wilczyński lub rtm. st. sp. Wacław Działak[13]
  - kolumna taborowa kawalerii nr 353 – dowódca por. rez. Mroczkowski
  - kolumna taborowa kawalerii nr 354 – dowódca ppor. rez. Jan Skarżyński
  - kolumna taborowa kawalerii nr 355 – dowódca NN
  - kolumna taborowa kawalerii nr 356 – dowódca ppor. rez. Tadeusz Lubicz-Sadowski
  - kolumna taborowa kawalerii nr 357 – dowódca ppor. rez. Kalbarczyk
  - kolumna taborowa kawalerii nr 358 – dowódca NN
- warsztat taborowy nr 343 – dowódca NN
- szwadron sztabowy – dowódca por. rez. Edward Wacław Pińczuk

## Obsada personalna dowództwa
Dowódcy brygady
- płk dypl. kaw. / gen. bryg. Ludwik Kmicic-Skrzyński (2 III 1929 - IX 1939)

Szefowie sztabu
- mjr dypl. kaw. Zygmunt Wołowski (IV 1929[14] – III 1930 → zastępca dowódcy 21 puł[15])
- rtm. dypl. Stanisław Leon Bartlitz (III 1930[15] – III 1932 → Sztab Główny[16])
- mjr dypl. kaw. Franciszek Stachowicz (III 1932[17] - IV 1934 → wykładowca CWPiech.[18])
- mjr dypl. kaw. Józef Sienkiewicz (od IV 1934[19])
- mjr dypl. kaw. Juliusz Szychiewicz (1937 - IX 1939)

### Żołnierze Brygady (w tym OZ) – ofiary zbrodni katyńskiej
Biogramy zamordowanych znajdują się na stronie internetowej Muzeum Katyńskiego
| Nazwisko i imię            | stopień              | zawód        | miejsce pracy / służby (stanowisko) | miejsce pracy / służby (stanowisko) | zamordowany |
| Nazwisko i imię            | stopień              | zawód        | przed mobilizacją                   | we wrześniu 1939                    | zamordowany |
| -------------------------- | -------------------- | ------------ | ----------------------------------- | ----------------------------------- | ----------- |
| Szymanowski-Korwin Tadeusz | podporucznik rezerwy | prawnik, mgr | praktyka w Warszawie                |                                     | Charków     |